# Цимбалівка (Сумський район)
Цимба́лівка — село в Україні, у Ворожбянській міській громаді Сумського району Сумської області. Населення становить 211 осіб. Колишній орган місцевого самоврядування — Шкуратівська сільська рада.

## Географія
Село Цимбалівка розташоване на березі річки без назви, яка за 3 км впадає у річку Вир, вище за течією примикає село Нагірнівка, нижче за течією на відстані 1 км розташоване місто Білопілля.
Село витягнуте уздовж річки на 5 км. На річці декілька загат. Поруч пролягає автомобільний шлях Т 1917.

## Населення

### Мова
Розподіл населення за рідною мовою за даними перепису 2001 року:
| Мова       | Кількість | Відсоток |
| ---------- | --------- | -------- |
| українська | 204       | 96.68%   |
| російська  | 7         | 3.32%    |
| Усього     | 211       | 100%     |

## Історія
- Село постраждало внаслідок геноциду українського народу, проведеного урядом СССР 1923–1933 та 1946–1947 роках.
- 12 червня 2020 року, відповідно до розпорядження Кабінету Міністрів України № 723-р «Про визначення адміністративних центрів та затвердження територій територіальних громад Сумської області», село увійшло до складу Ворожбянської міської громади[2].
- 19 липня 2020 року, в результаті адміністративно-територіальної реформи та ліквідації Білопільського району, село увійшло до складу новоутвореного Сумського району[3].
- 31 травня 2025 року Начальник Сумської ОВА Олег Григоров підписав розпорядження про обов’язкову евакуацію жителів 11 населених пунктів Сумського району: Горобівка, Штанівка, Воронівка, Янченки, Цимбалівка, Шкуратівка, Кровне, Миколаївка, Руднівка, Спаське, Капітанівка[4].

## Економіка
- Свинотоварна ферма.